# San Felices de Abia
San Felices de Abia. Monasterio femenino bernardo situado en las cercanías de Abia de las Torres. La fundación de este monasterio es de finales del siglo XIII y se debe a monjas bernardas del monasterio burgalés de Las Huelgas enviadas por su abadesa Doña María Gutiérrez.